# La muerte del general Wolfe
La muerte del general Wolfe es una muy conocida pintura de 1770 realizada por el artista anglo-estadounidense Benjamin West. Es uno de los tesoros (objetos icónicos) del Museo Real de Ontario. Representa la muerte del general británico James Wolfe durante la Batalla de las Llanuras de Abraham (conocida como la batalla de Quebec) en 1759 durante la Guerra franco-india. Se trata de un óleo sobre lienzo del periodo de la Ilustración. West realizó cinco copias de la misma, incluyendo la encargada por el rey Jorge III en 1771, aunque éste finalmente desistiera de su adquisición dada la controversia surgida alrededor del tratamiento del tema.

## Contexto histórico
La pintura representa un momento de la Guerra franco-india (fase americana de la Guerra de los Siete Años) en el que el ejército y la armada británicos obtuvieron la victoria sobre la armada francesa culminando el sitio de tres meses al que habían sometido a la ciudad de Quebec. La batalla de apenas media hora, librada fuera de las murallas de Quebec, decidió el destino de las colonias francesas en América del Norte. Los generales Wolfe y Louis-Joseph de Montcalm, comandantes de ambas fuerzas rivales, perecieron como consecuencia de heridas recibidas en la misma. El primero, promediando la batalla, el mismo 13 de septiembre de 1759, y el segundo, al día siguiente.

## La obra

### Descripción
Tal como sucede con las representaciones de descendimientos y en las de la Pietà, la pintura tiene una composición triangular, con el asta de la bandera como su ápice y dos grupos de hombres completando los restantes vértices. En su centro el grupo principal, en medio del cual se encuentra Wolfe representado por West como un Cristo. Sosteniendo su brazo derecho, posición clásica dentro de este tipo de representaciones, figura el capitán Hervey Smythe. En el suelo delante de Wolfe se encuentra su mosquete, su cartuchera, y una bayoneta lo que indica que se presentó al combate armado, igual que sus hombres, aunque con un mosquete de una más alta calidad, propio de su rango. Su vestimenta es también notable: con capote, chaleco y calzas, todos rojos, y una camisa blanca, que lo hacen lucir particularmente simple para un comandante del ejército británico. Próximo a Wolfe, en casaca azul, está el Dr. Thomas Hinde, el cual intenta detener el sangrado de las heridas de Wolfe (el general moriría más tarde en sus brazos).
En el grupo de la izquierda de la representación, un guerrero nativo aparece arrodillado con su mentón sostenido por su puño y mirando al mismo general. A la izquierda de éste, un hombre de verde identificado (de acuerdo con el "cuerno de pólvora" que usa) como Sir William Johnson. Detrás de él, el general Simon Fraser de Lovat, teniente coronel del regimiento 78th Fraser Highlanders, vestido con el tartán escocés usado por los oficiales de ese regimiento.
Al fondo, a la izquierda de este grupo, un hombre se acerca a la carrera; con una mano, agita su sombrero para llamar la atención del general y, con la otra, lleva una bandera con la flor de lis (antiguo estandarte que identificaba a la Corona francesa) capturada al enemigo.

### Análisis, inexactitudes y polémica
La representación de West de la muerte de Wolfe en medio de la batalla es artística más que literal. De todos los personajes representados, sólo cuatro de los catorce estuvieron realmente en el campo de batalla. Además, siendo oficiales de rango, debieron haber estado ocupados en la batalla al momento de la muerte de Wolfe (lo que ocurrió promediando la misma). Ni Johnson, ni Fraser (que se encontraba recuperándose de heridas recibidas con anterioridad) estuvieron presentes en el combate. Este último fue incluido por West debido a su admiración por ese cuerpo de la infantería británica y su comandante. Por otro lado, la decisión de West de mostrar a Wolfe muriendo como un mártir, lo transforma en un héroe que simboliza la causa británica.
La representación en la pintura del guerrero perteneciente a los pueblos originarios - arrodillado con su mentón sostenido por su puño y que mira la general Wolfe - ha sido analizado en varios sentidos. En las artes visuales, la pose con la mano sosteniendo la propia cara ha sido tomada como símbolo de pensamiento e inteligencia (de la que el mejor ejemplo es sin duda El pensador de Auguste Rodin). Otros la han tomado como la idealización del buen salvaje propia de los filósofos de la Ilustración.

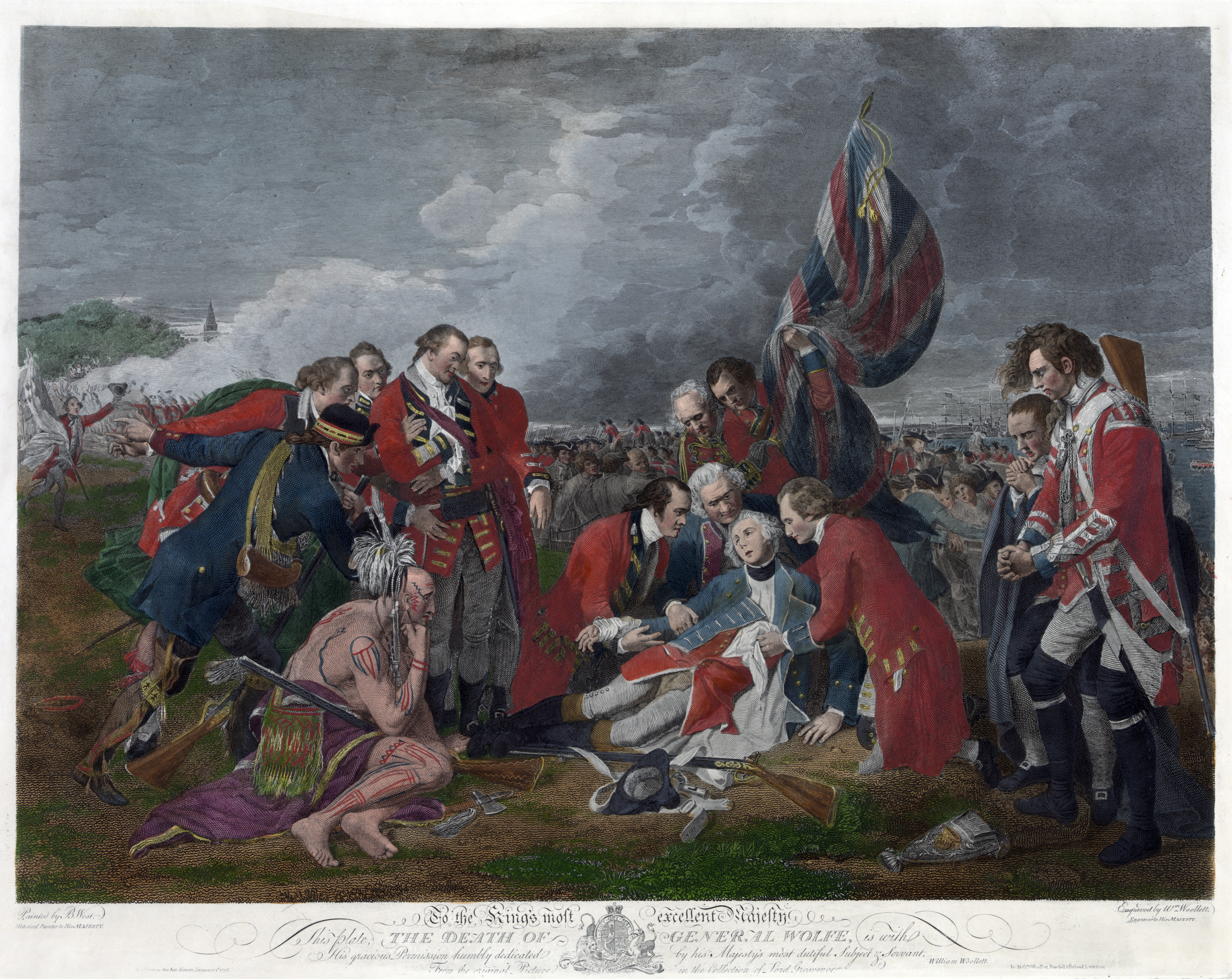
El grabado de William Woollett fue la copia más conocida del original de West, alrededor del mundo.

La bandera francesa enarbolada por el personaje que, desde la izquierda de la representación, busca llamar la atención del conjunto, simboliza la portación de la noticia de la victoria sobre los franceses al agonizante Wolfe.
La vestimenta elegida por West para la representación fue, en su momento, muy controvertida. Aunque el suceso ocurrió apenas once años antes de que fuera pintado, su asunto lo convertía en un claro ejemplo del género pintura histórica, por lo que ropas contemporáneas resultaban inadecuadas. Durante su realización, muchas personas influyentes, incluyendo a Sir Joshua Reynolds, aconsejaron a West vestir a las figuras de manera clásica y, luego de haber completado el trabajo, Jorge III rehusó comprarlo porque el tipo de vestimenta comprometía la dignidad del hecho histórico. Con el tiempo, sin embargo, la obra superó todas las objeciones y ayudó a inaugurar una práctica históricamente más adecuada.
Reynolds y el arzobispo Drummond visitaron a West cuando estaba trabajando en el cuadro y ambos le aconsejaron que no pintara la escena de la muerte de Wolf a menos que «optara por representar las vestiduras propias de la Antigüedad clásica, pensadas para mostrar la grandeza inherente al... sujeto y no los ropajes utilizados en la guerra moderna». La opinión de West difería:

...el suceso que se deseaba conmemorar había tenido lugar el 13 de septiembre de 1758 (en realidad 1759) en un lugar del mundo desconocido para griegos y romanos, y en una época en la que ya no existían estas naciones ni los héroes envueltos en los ropajes que les eran propios. El tema que debo representar es la conquista por parte de las tropas británicas de una gran provincia de América. Si en vez de reflejar los hechos que tuvieron lugar represento ficciones clásicas, ¡cómo seré entendido por la posteridad!

Cuando West acabó el cuadro, Reynolds rectificó y aseguró que daría lugar a una «revolución en el arte». «No obstante —comenta Anthony D. Smith—, cuando contemplamos su pintura, nos parece tan pasada de moda como revolucionaria. Porque tras los ropajes modernos y los accesorios propios de la guerra moderna, West compuso de hecho una pietá, la imagen religiosa de la muerte de un héroe equiparado a Cristo. En su obra, al igual que en el La muerte de Marat de David, se rememora un pasado cristiano, aunque también se refleja la promesa de una época moderna de nacionalismo secular».

## Copias y versiones
La pintura estuvo, originalmente, exhibida en la Royal Academy of Arts de Londres, RU. Fue entregada a Canadá en 1921 por los servicios prestados durante la Primera Guerra Mundial.
Además de la original, al menos otras cuatro versiones de este cuadro fueron realizadas por West (existen en total cinco copias conocidas realizadas por el autor). Cada reproducción cuenta con su propia variación en la representación de la muerte de Wolfe. La copia más importante de La muerte del general Wolfe se encuentra en la colección de la Galería Nacional de Canadá. Otras copias se encuentran en el ROM (colección de arte canadiense), así como en el Museo de Arte de la Universidad de Míchigan. La cuarta copia producida se encuentra en Ickworth House, Suffolk, Inglaterra mientras que una quinta copia fue encargada más tarde por Jorge III y todavía se encuentra en la Royal Collection.
El grabado de William Woollett se ha considerado la mejor versión conocida de la pintura original de West y se vuelto popular alrededor del mundo. Una copia en blanco y negro de este grabado puede verse en el Castillo de Brodick, en la Isla de Arran, Escocia.

## Legado
La muerte de Wolfe en el campo de batalla representada por Benjamin West, da forma a la mitad del trabajo histórico de Simon Schama titulado Dead Certainties: Unwarranted Speculations (1991).